# Cardiomyopathie par surcharge en fer
La cardiomyopathie par surcharge en fer est une atteinte du muscle cardiaque secondaire à une surcharge en fer.

## Causes
La surcharge en fer peut avoir deux causes :
- l’hémochromatose, maladie génétique comportant une absorption intestinale accrue en fer ;
- l’hémosidérose, maladie acquise, par apports trop importants en fer, essentiellement en cas de transfusions sanguines répétées.

Il existe des causes plus rares : porphyrie cutanée tardive, hépatite, anémie sidéroblastique…
L'imprégnation du cœur est progressive, allant de l'extérieur (épicarde) à l'intérieur (endocarde). L'atteinte des oreillette est plus tardive.
Cette cardiopathie est la principale cause de décès des thalassémies homozygotes et la responsable d'environ un tiers des décès des hémochromatoses.

## Mécanisme
L'ion fer pénètre dans la cellule cardiaque et y est stocké sous forme de ferritine, d'hémosidérine et d'ion libre. Ce dernier est oxydé avec génération de radicaux libres toxiques pour les constituants cellulaires.
Le fer entre dans la cellule par l'intermédiaire des canaux calciques perturbant par ce biais les échanges trans membranaires d'ions calcium, jouant un rôle important dans la genèse de la contraction musculaire.
La surcharge en fer n'est probablement pas le seul mécanisme en cause, d'autant qu'il ne semble pas exister de corrélation entre l'importance de cette surcharge et la gravité de la cardiopathie. Un facteur génétique est vraisemblable, certains groupes HLA semblant être des facteurs de risque.
De plus, l'atteinte des autres organes peut avoir des répercussions sur le fonctionnement cardiaque : ainsi un diabète induit par une atteinte pancréatique peut favoriser l'athérome des artères coronaires.
l'atteinte cardiaque débute par un trouble du remplissage ventriculaire gauche (« cardiopathie restrictive ») avec une fonction systolique conservée. L'évolution se fait vers une dilatation du ventricule gauche et une altération de la fonction systolique. Dans une minorité des cas, la cardiopathie reste restrictive. L'insuffisance cardiaque droite peut être conséquence de l'atteinte ventriculaire gauche. Elle peut être également le témoin d'une atteinte directe du muscle cardiaque du ventricule droit.

## Signes cliniques
Elle peut être asymptomatique, le patient ne se plaignant alors de rien et l’atteinte étant découverte au cours d’un bilan d’une hémochromatose ou d’une hémosidérose.
Elle peut se manifester par une insuffisance cardiaque : essoufflement à l’effort, œdèmes des membres inférieurs… Les troubles du rythme cardiaque, que cela soit à l'étage auriculaire ou ventriculaire, sont particulièrement fréquents.

## Examens complémentaires

### Biologie
Le dosage du fer et de la ferritine dans le sérum montre un taux élevé. Le coefficient de saturation de la transferrine est élevé.

### Imagerie
La radiographie du thorax peut montrer une augmentation de la taille du cœur en cas de forme dilatée de la cardiopathie.
L'échocardiographie montre un ventricule gauche plus ou moins dilatée avec une altération de sa fonction systolique (baisse de la fraction d'éjection), non spécifique. Il existe parfois des altérations de certains paramètres diastoliques, mais ce, de manière non spécifique. l'échographie de stress comporte un nombre important de faux-positifs, ce qui fait que ce type d'examen n'est pas adapté pour rechercher une atteinte coronarienne en cas de surcharge en fer. L'échocardiographie peut servir à évaluer l'efficacité d'un traitement déplétif, l'épaisseur du muscle cardiaque tendant à diminuer si cette déplétion est efficace.
Le scanner cardiaque ne montre que des signes non spécifiques de cardiomyopathie ne permettant pas d'en faire le diagnostic causal.
L’IRM cardiaque permet de visualiser et de quantifier l’imprégnation en fer du muscle cardiaque.

### Autres
La biopsie d'organes atteints montre la surcharge en fer. Cet examen est cependant peu fiable, au niveau cardiaque, car l'atteinte est souvent localisée et la biopsie peut ainsi concerner une zone saine. Une coloration de Perls permet de visualiser directement la surcharge ferrique cellulaire.

## Traitement
Il n’existe pas de traitement causal.
En cas d’insuffisance cardiaque, le traitement est celui de cette dernière (diurétiques, inhibiteurs de l’enzyme de conversion ou sartans, bêta-bloquants…)
L’administration d’un chélateur du fer, de saignées (lorsqu'il n'existe pas d'anémie) peut diminuer la surcharge et améliorer la fonction cardiaque.
Dans les cas graves, ne répondant pas au traitement classique, avec un tableau d'insuffisance cardiaque réfractaire, une transplantation cardiaque peut être proposée, mais le terrain n'est pas idéal en raison de l'atteinte de plusieurs organes et de la fréquence des hépatites dues aux multiples transfusions.
Les inhibiteurs calciques diminueraient la surcharge cellulaire en fer chez l'animal, mais l'utilisation chez l'homme doit être testée.